# Eldoret International Airport

i7
i11
i13
Der Eldoret International Airport (IATA-Code: EDL, ICAO-Code: HKEL) ist der internationale Verkehrsflughafen der Stadt Eldoret im kenianischen Uasin Gishu County.

## Geschichte
Ex-Präsident Daniel arap Moi hat Eldoret erheblich ausbauen lassen und dabei wurde auch der Flughafen 1995 erbaut. Der Flughafen wird von der Kenya Airports Authority betrieben.

## Fluggesellschaften und Ziele
Fly540, Fly-SAX, Jambojet und Skyward Express bieten Flüge zu verschiedenen Zielen im Inland an. Es werden auch von Frachtfluggesellschaften internationale Frachtflüge und mehrere Ad-hoc-Frachtflüge pro Woche durchgeführt.